# James Newton Howard
James Newton Howard (n. 9 iunie 1951, Los Angeles, California, SUA) este un compozitor american cunoscut pentru coloanele sale sonore. Este unul dintre cei mai populari și respectați compozitori de cinema și a compus muzica pentru peste 100 de filme. Nominalizat de opt ori la premiile Oscar, unele dintre cele mai cunoscute coloane sonore ale lui Howard includ The Prince of Tides (1991), The Fugitive (1993), Dinosaur (2000), King Kong (2005), I Am Legend (2007) și, cel mai recent, Green Lantern (2011). Este cunoscut și pentru colaborările sale cu regizorul M. Night Shyamalan, compunând muzica pentru toate filmele acestuia de la The Sixth Sense (1999) până în prezent.

## Începutul vieții și al carierei
Howard s-a născut în Los Angeles, California. În intreaga sa carieră de compozitor/muzician/autor de melodii, a compus muzica pentru filme de toate genurile, acumulând numeroase nominalizări la premii pentru munca sa. Howard a început sa studieze muzica de mic copil după care a studiat la Thacher School din Ojai, California, Music Academy of the West din Santa Barbara, California și apoi și-a finalizat studiile de pianist la University of Southern California.
După ce Howard și-a terminat studiile, a mers cu Elton John în turnee ca și clăpar la începutul anilor 1970 și începutul anilor 1980. Howard a adaptat și instrumentele cu coarde pentru diferite melodii ale lui Elton John din această perioadă, inclusiv "Don't Go Breaking My Heart" și "Sorry Seems To Be the Hardest Word". De asemenea, a interpretat la clape și sintetizatoare pe câteva albume ale lui Elton John, inclusiv "Rock of the Westies" (1975), "Blue Moves" (1976), "21 at 33" (1980) și "The Fox" (1981).
După ce a încheiat colaborarea sa cu Elton John, Howard a călătorit puțin în turnee cu Crosby, Stills and Nash înainte să se apuce de muzică de film la mijlocul anilor 1980. Totuși, Howard s-a întors pentru o scurtă colaborare cu Elton John în turneul său "Tour De Force of Australia" din toamna anului 1986. Howard a dirijat atât adaptările sale cât și cele ale lui Paul Buckmaster în a doua parte a concertului, care se axau pe adaptări orchestrale ale unor anumite piese ale lui Elton John (surprinzător, majoritatea coloanelor sonore ale lui Howard sunt dirijate de alții).
La 25 de ani după moartea tatălui său, Howard a aflat de la bunicul său că partea paternală a familiei sale este de sorginte evreiască.

## Anii 1990
Howard a compus muzica pentru comedia romantică ce a avut un succes surprinzător, Pretty Woman (1990) și a primit prima sa nominalizare la Premiile Oscar pentru drama regizata de Barbra Streisand, The Prince of Tides (1991). Compunând muzica pentru numeroase filme de-a lungul deceniului, aptitudinile lui Howard au atins numeroase genuri, inclusiv încă patru nominalizări la Oscar, pentru filmul de acțiune The Fugitive (1993) cu Harrison Ford, comedia romantică My Best Friend's Wedding (1997) cu Julia Roberts, The Village (2004) și, cel mai recent, Michael Clayton (2007). Pe lângă acestea, Howard a compus muzica pentru filmul epic western Wyatt Earp (1994), Waterworld (1995) cu Kevin Costner și Primal Fear (1996). Colaborarea sa pentru melodiile din filmele One Fine Day (1996) și Junior (1994) i-au adus nominalizări și pentru cea mai bună melodie. Pe lângă muzica scrisă pentru filme minore, cum ar fi Five Corners (1988), Glengary Glen Ross (1992) și American Heart (1993), Howard a compus și muzica pentru filme cu buget mare, precum Space Jam (1996), Dante's Peak (1997) (doar tema - muzica a fost compusă de John Frizzell) și Collateral (2004). A compus muzica și pentru trei filme Disney și anume Dinosaur (2000), Atlantis: The Lost Empire (2001) și Treasure Planet (2002). Deși s-a concentrat predominant pe filme, Howard a compus și muzica pentru serii TV, primind o nominalizare la premiile Emmy în 1995 pentru tema din ER (Howard a și compus muzica pentru primul episod de două ore); a compus temele și pentru seriile The Sentinel și Gideon's Crossing, câștigând un premiu Emmy pentru ultimul.

## Anii 2000
Howard este în prezent unul dintre cei mai apreciați compozitori de muzică de film. Pe 14 octombrie 2005 s-a anunțat oficial că James Newton Howard îl va înlocui pe Howard Shore ca și compozitor pentru filmul King Kong datorită neînțelegerilor dintre Shore și regizorul Peter Jackson. Coloana sonoră ce a rezultat i-a adus lui Howard prima nominalizare la Globurile de Aur pentru Cea mai bună coloană sonoră. Muzica sa pentru Michael Clayton i-a adus o nominalizare la Oscar. A urmat în 2008 a opta sa nominalizare la premiile Oscar pentru filmul Defiance regizat de Edward Zwick. De asemenea, a colaborat cu Hans Zimmer pentru muzica din Batman Begins și continuarea sa de succes, The Dark Knight, pentru care a câștigat alături de Zimmer un premiu Grammy.
Printre lucrările sale recente se număra The Happening, a șasea sa colaborare cu regizorul M. Night Shyamalan, Blood Diamond, Michael Clayton, The Water Horse, I Am Legend și Charlie Wilson's War. De asemenea, într-un interviu de la începutul lui 2008, Howard a dezvăluit că va colabora cu Terrence Malick "în aproape un an", cel mai probabil la următorul film al acestuia, Tree of Life (2010). Totuși, mai târziu s-a dezvăluit că Alexandre Desplat va compune muzica.

## Nominalizări și premii

### Premiile Oscar
- 2009 - Defiance
- 2008 - Michael Clayton
- 2005 - The Village
- 1998 - My Best Friend's Wedding
- 1997 - One Fine Day (cea mai bună melodie)
- 1995 - Junior (cea mai bună melodie)
- 1994 - The Fugitive
- 1992 - The Prince of Tides

### Globurile de Aur
- 2009 - Defiance
- 2006 - King Kong
- 1997 - One Fine Day (cea mai bună melodie)
- 1995 - Junior (cea mai bună melodie)

### Premiile Grammy
- 2009 - The Dark Knight (împreună cu Hans Zimmer)
- 2008 - Blood Diamond
- 1998 - One Fine Day (cea mai bună melodie de film)

### Premiile BAFTA
- 2009 - The Dark Knight (împreună cu Hans Zimmer)

### Premiile Emmy
- 2001 - Gideon's Crossing
- 1995 - ER
- 1989 - Men